# Рікардо Вольф
Ріка́рдо Во́льф (ісп. Ricardo Wolf, івр. ריקרדו וולף, уроджений — нім. Richard Riegel Wolf; 1887, Ганновер, Німеччина — 1981, Герцлія, Ізраїль) — хімік, винахідник, підприємець, філантроп, дипломат. Заснував престижну премію Вольфа за досягнення в науці та мистецтві.
Народився у сім'ї заможного ганноверського єврея-підприємця Моріца Вольфа (загалом у сім'ї було 14 дітей), був названий Ріхардом.
За політичними поглядами у молоді роки він був соціалістом і під час правління уряду кайзера був членом тодішньої нелегальної соціал-демократичної партії та прихильником німецьких сіоністських лівих рухів.
Перед Першою світовою війною емігрував (1913) на Кубу. У 1924 році одружився з фіналісткою чемпіонату світу з тенісу (1920) Францисцкою Субірана, після чого став підписуватись «Рікардо Вольф» або «Рікардо Субірана Лобо Вольф».
Будучи хіміком за освітою, він винайшов спосіб відновлення залишкового заліза з відходів ливарного виробництва, впровадив свої винаходи у декількох країнах й успішно займався металургійним бізнесом, завдяки чому став мільйонером.
Підтримав режим Фіделя Кастро і у 1960 році був призначений послом Куби в Ізраїлі. Після розриву кубинсько-ізраїльських дипломатичних відносин (1973) Вольф вирішив залишитись в Ізраїлі як репатріант.
Помер у Герцлії у 1981 році, дружина Франциска пережила його на декілька тижнів.

## Премія Вольфа
Фонд імені Р. Вольфа було створено у 1975 році для заохочення діячів наук та мистецтв до діяльності на благо людства («Для заохочення наук і мистецтв на благо людства»). Премія Вольфа, що присуджується Фондом, — одна з найвідоміших і престижних у світі, вручається щорічно в Ізраїлі (з 1978 року) за найвидатніші досягнення науковцям або діячам мистецтва незалежно від раси, національності, віросповідання, громадянства і політичних переконань. Грошова частина премії становить 100 тисяч американських доларів і вручається лауреатам за успіхи у таких галузях знань: сільськогосподарські науки, хімія, математика, медицина, фізика і мистецтво.